# پیش از سپیده‌دم (کتاب)
پیش از سپیده‌دم (انگلیسی: Before the Dawn) کتابی غیرداستانی از نیکلاس وید، گزارشگر علمی نیویورک تایمز است. در سال ۲۰۰۶ توسط گروه پنگوئن منتشر شد. این کتاب با تکیه بر تحقیقات روی ژنوم انسان، تلاش می‌کند تا آنچه را وید «دو دوره ناپدید شده» می‌نامد، جمع کند: پنج میلیون سال فرگشت انسان پس از توسعه دوپایان منتهی به مدرنیته رفتاری در حدود ۵۰۰۰۰ سال پیش و ۴۵۰۰۰ سال بعد از پیشاتاریخ.